# Osquar Mutter
Osquar Mutter är en studentorkester vid Kungliga Tekniska högskolan och officiell orkester för Maskinsektionen. Orkestern bildades år 1978 i samband med Sångartäflan. Den före detta tillhörande baletten kallades OMletten. För tidigare medlemmar av Osquar Mutter finns alumniföreningen Rostar Mutter. Nu för tiden kallar de sig för O. Mutter och kan mer liknas vid ett jazzband. 